# Булавин, Сергей Петрович
Сергей Петрович Булавин (род. 16 августа 1960, Псков, РСФСР, СССР) — советский и российский деятель органов внутренних дел. Член коллегии Военно-промышленной комиссии Российской Федерации с 10 июня 2016.
Статс-секретарь — заместитель Министра внутренних дел Российской Федерации с 18 февраля 2010 по 14 июня 2012. Помощник Председателя Правительства Российской Федерации с 11 июля 2012 по 10 июня 2016. Генерал-лейтенант полиции. Заслуженный сотрудник органов внутренних дел Российской Федерации. Кандидат юридических наук, доцент.

## Биография
Родился 16 августа 1960 в Пскове.
С 1979 по 1981 проходил срочную службу рядовым во Внутренних войсках МВД СССР.
В 1983 с отличием окончил Ленинградскую специальную среднюю школу милиции МВД СССР. Продолжил службу оперуполномоченным уголовного розыска Псковского городского отдела милиции.
В 1988 с отличием окончил Высшее политическое училище имени 60-летия ВЛКСМ МВД СССР.
В 1988—1991 обучался в адъюнктуре Московской высшей школы милиции МВД СССР, после окончания которой преподавал в Ленинградском высшем политическом училище МВД СССР. Кандидат юридических наук. Тема диссертации «Юридические гарантии законности в СССР и место органов внутренних дел в механизме их реализации», автор ряда публикаций в юридической прессе.
С 1991 по 1993 занимался научной деятельностью в Академии МВД России.
До назначения статс-секретарём — заместителем Министра внутренних дел Российской Федерации руководил Департаментом правового обеспечения деятельности правоохранительных органов Государственно-правового управления Президента Российской Федерации.
18 февраля 2010 указом Президента Российской Федерации назначен на должность статс-секретаря — заместителя Министра внутренних дел Российской Федерации с присвоением специального звания генерал-майора полиции.
14 июня 2012 указом Президента Российской Федерации освобождён от должности статс-секретаря — заместителя Министра внутренних дел Российской Федерации. На освободившуюся должность был назначен Игорь Зубов.
С 11 июля 2012 по 10 июня 2016 — помощник Председателя Правительства Российской Федерации. В должности помощника занимался вопросами безопасности и правоохранительной деятельности.
C 10 июня 2016 — член коллегии Военно-промышленной комиссии Российской Федерации.

## Классный чин
- Действительный государственный советник Российской Федерации 3-го класса (7 мая 2013)[7]
- Действительный государственный советник Российской Федерации 1-го класса (7 ноября 2017)[8]

## Награды
- Орден Почёта
- Заслуженный юрист Российской Федерации
- Заслуженный сотрудник органов внутренних дел Российской Федерации
- Ведомственные награды МВД России